# Ricoh

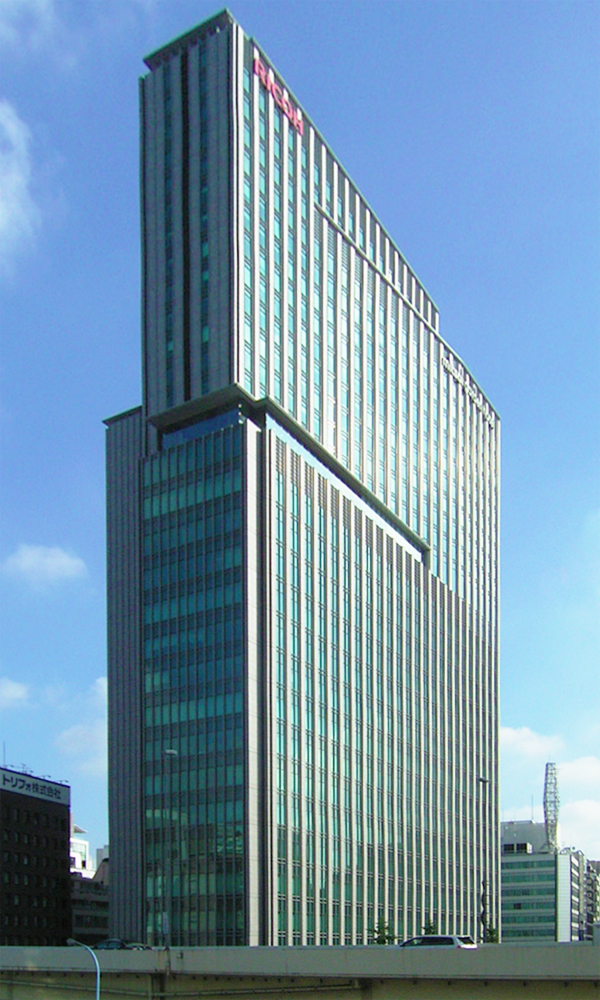
RICOH-hoofdkantoor (januari 2007)

Ricoh (リコー Rikō) is een Japans bedrijf in elektronische producten en digitale kantooroplossingen, waaronder kopieerapparaten, printers, faxapparaten, digitale camera's, cd-r's en dvd's.
Het bedrijf, dat wereldwijd opereert, werd op 6 februari 1936 opgericht als Riken Kankosh Co.,Ltd. Oorspronkelijk produceerde Ricoh alleen lichtgevoelig papier. Vanaf 1938 produceert het bedrijf camera's en vanaf 1955 kantoormachines. Anno 2005 is Ricoh marktleider in kopieermachines en printers voor het kantorensegment. Bovendien heeft het bedrijf veel van zijn technieken gepatenteerd, waardoor ook in veel producten van andere merken Ricoh-onderdelen verwerkt zijn. Ricoh is actief in dienstverlening rondom digitale documentlogistiek (repro, post, scannen). Ricoh heeft haar diensten uitgebreid met IT consultancy, om zo te kunnen voldoen aan de stijgende vraag naar netwerkoplossingen en digitalisering in kantooromgevingen. Ricoh is o.a. actief binnen de zorg, het onderwijs, de overheid, in de grafische markt, de financiële sector en binnen het MKB.
Tot het bedrijf behoren oorspronkelijk de merken Savin, Gestetner, Lanier, Rex-Rotary, Monroe, Nashuatec en Infotec. In Nederland en België zijn deze merken vervangen door het merk Ricoh.
Ricoh is sinds 1985 actief op de Belgische markt en sinds 1988 op de Nederlandse markt. Van de Europese, Midden-Oosten- en Afrikadivisie, Ricoh Europe, staat het strategisch hoofdkantoor in Londen en het operationeel hoofdkantoor in Amstelveen. Het Europees distributiecentrum is gevestigd in Bergen op Zoom en het Europees distributiecentrum van de onderdelen is gevestigd op Schiphol-Rijk. Het Nederlandse hoofdkantoor is gevestigd in 's-Hertogenbosch. Het Belgische hoofdkantoor is gevestigd in Vilvoorde.

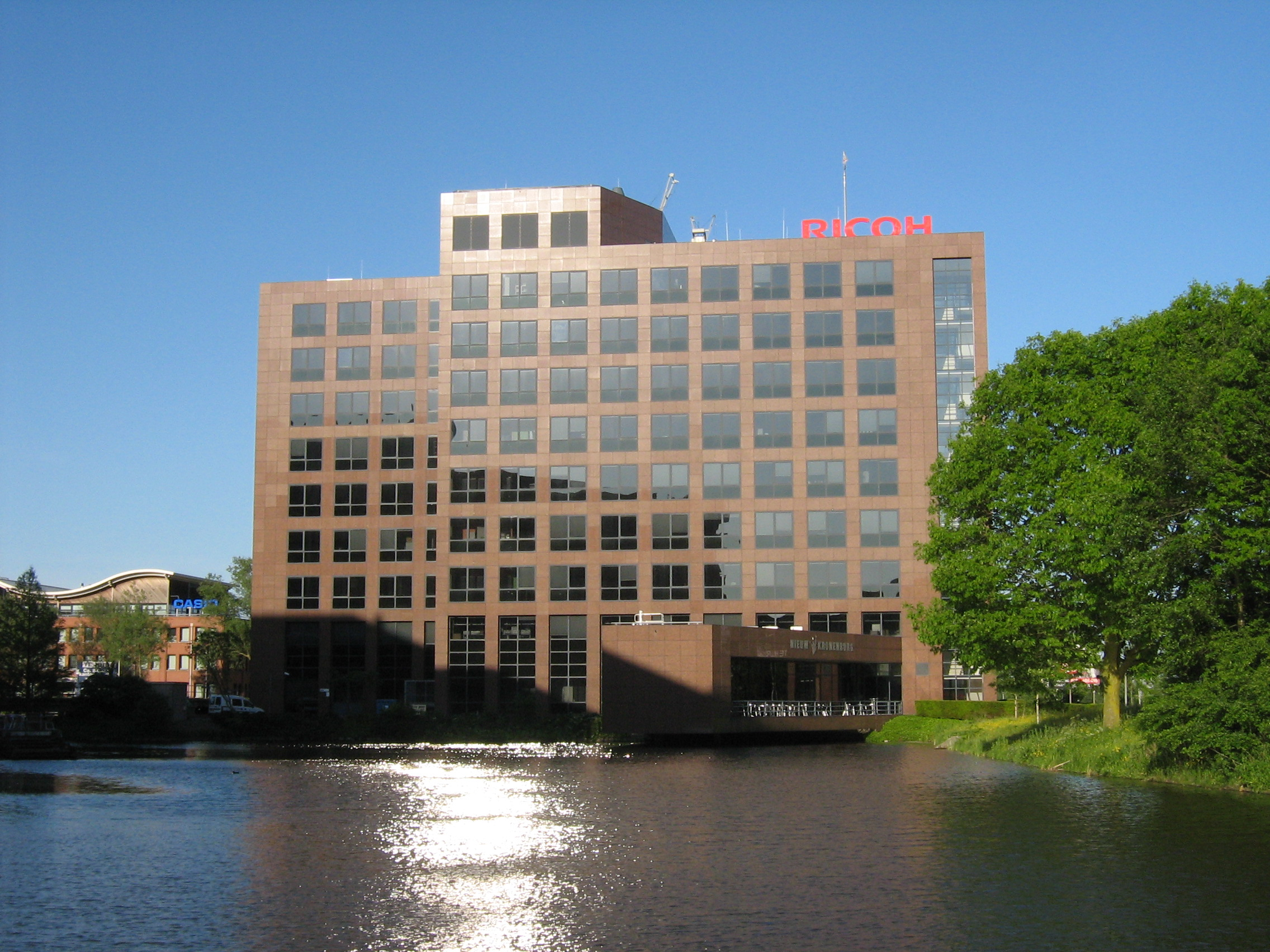
Kantoor in Amstelveen (mei 2012)

## Producten
- Digitale fototoestellen
  - Compact
    - Ricoh Caplio GX100

  - GR Digital
    - Ricoh GR Digital II

  - Vanaf eind 2013 heeft Ricoh de cameradivisie van Pentax overgenomen en voert nu de naam "Pentax" voor een deel van zijn camera-assortiment
- Multi-Functionele Printers (MFP)
  - Ricoh Aficio MP 201/301sp ( Zwart/wit printers)
  - Ricoh Pro C5100S/Pro C5200s (multifunctionele printers met hogere doorvoersnelheid van papier)
  - Ricoh MP C2504ex/MP C2004ex series
  - Ricoh IM C300
  - Ricoh MP 2555
  - Ricoh MP 5055 ( Bron: ricoh.nl)
- Filmcamera's
- Software
  - Print&Share (Output Management and Security)
  - GlobalScan (Document capture & Distribution software)
- Projectoren

## Sponsor
Als Nashua was het bedrijf jarenlang bekend als sponsor van de ere-divisie basketbalclub Nashua Den Bosch (EBBC). Als Ricoh Nederland was het eveneens sponsor en naamgever van diverse sportevenementen zoals het Nationaal Tenniskampioenschap, het Nationaal Open golftoernooi en het tennistoernooi van Rosmalen.